# Valparaíso de Goiás
Valparaíso de Goiás város Brazíliában, Goiás államban. Lakosainak száma 198 861 fő (2022). Valparaíso de Goiás Novo Gama, Cidade Ocidental és Luziânia községekkel határos.

## Népesség
A település népességének változása:
| Lakosok száma | 94 856 | 132 982 | 175 720 | 198 861 |
|               | 2000   | 2010    | 2021    | 2022    |